# Lista över singelettor på Heatseekerlistan (Sverigetopplistan)
Heatseekerlistan är en lista som görs av sverigetopplistan som ges ut varje torsdag. Heatseekerlistan bildades i början av år 2015. Listan baseras på de låtar som ligger nummer ett på virallistan (Spotify)

## 2015

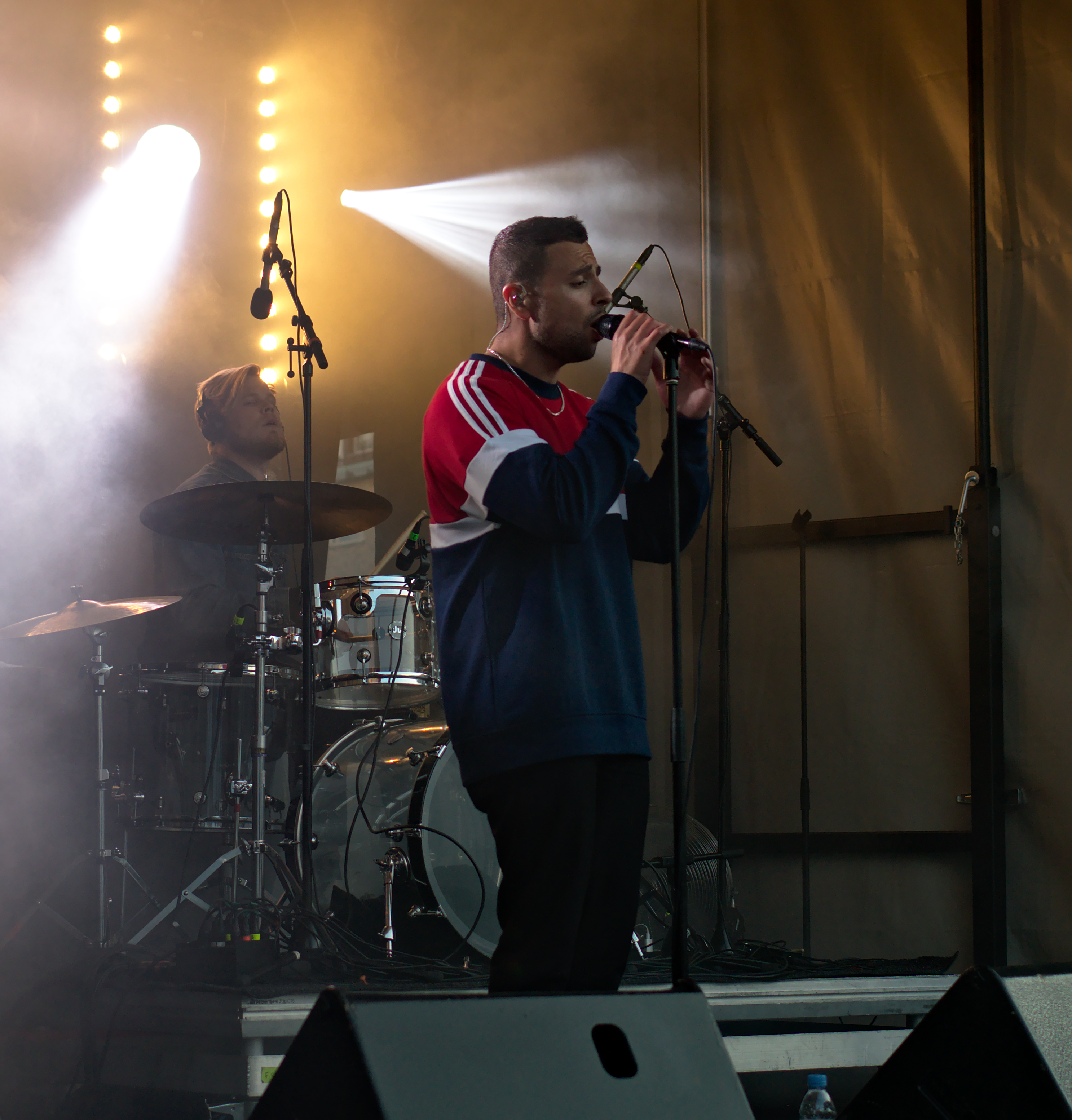
XOV låg etta 22 januari med låten Lucifer. Här framför han den på Fristadstorget i Eskilstuna.

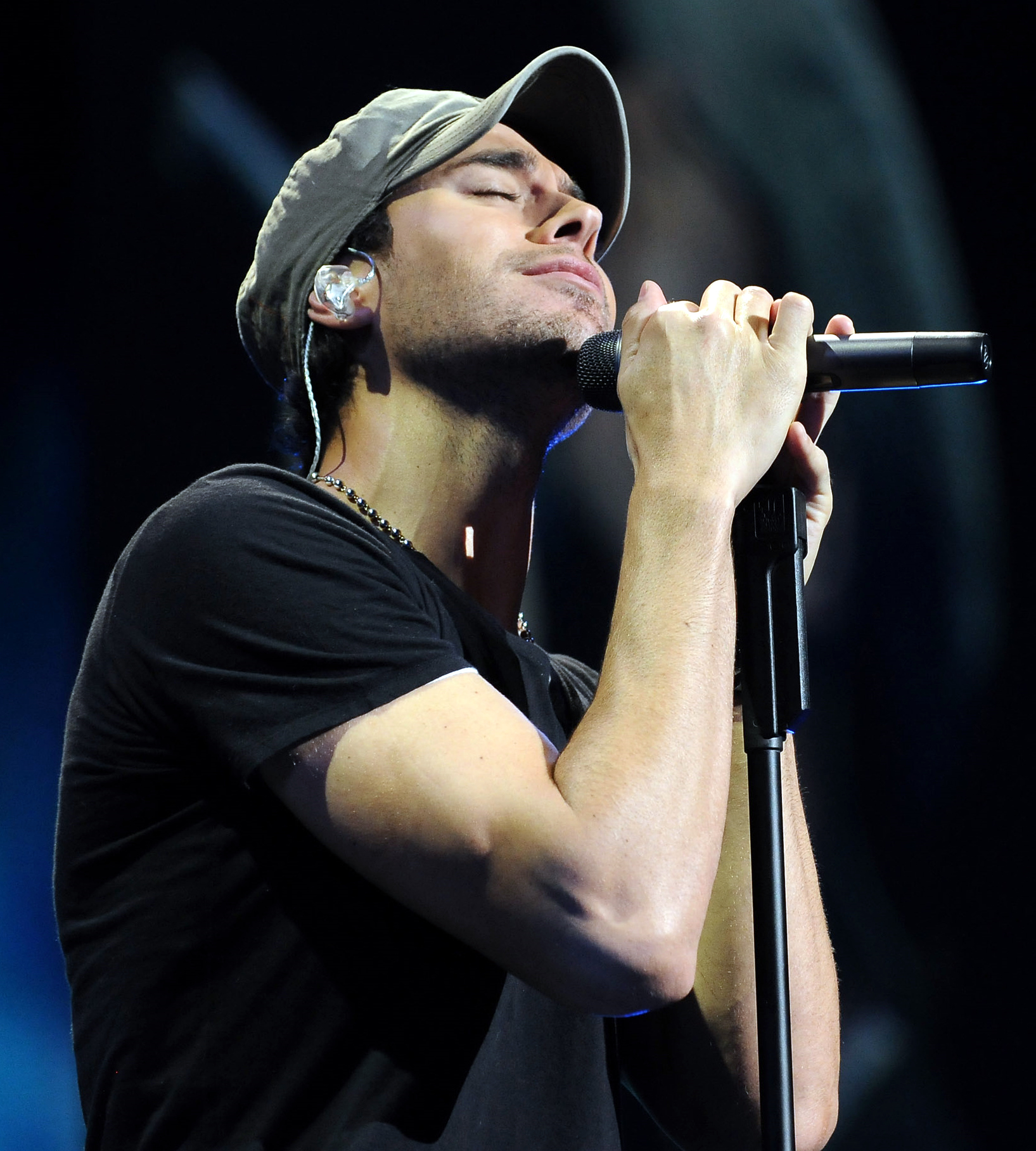
Enrique Iglesias, etta 30 april 2015.

| Datum                  | Låttitel                        | Artist/grupp                                | Bakgrund        |
| ---------------------- | ------------------------------- | ------------------------------------------- | --------------- |
| 8 januari 2015 (1v)    | Till It's Gone                  | Yelawolf                                    | USA             |
| 15 januari 2015 (1v)   | Can't Stop Dancin'              | Becky G                                     | USA             |
| 22 januari 2015 (1v)   | Lucifer                         | XOV                                         | Sverige         |
| 29 januari 2015 (2v)   | Där Dit Vinden Kommer           | Lorentz feat. Jaqee, Duvchi, jj, Joy        | Sverige         |
| 12 februari 2015 (1v)  | Calabria - Firebeatz Edit       | Rune Reilly Kölsch                          | Danmark         |
| 19 februari 2015 (1v)  | Crazy In Love                   | Sofia Karlberg                              | Sverige         |
| 26 februari 2015 (1v)  | I See You                       | Kristin Amparo                              | Sverige         |
| 5 mars 2015 (1v)       | Don't Stop Believing            | Mariette                                    | Sverige         |
| 12 mars 2015 (1v)      | Pray to God                     | Calvin Harris                               | Storbritannien  |
| 19 mars 2015 (1v)      | Oh Yeah                         | Will Sparks                                 | Australien      |
| 26 mars 2015 (1v)      | Are You With me?                | Lost Frequencies                            | Belgien         |
| 2 april 2015 (2v)      | Hon Finns Överallt              | Stiftelsen                                  | Sverige         |
| 16 april 2015 (1v)     | Ride Out                        | Kid Ink, Tyga, Wale, YG, Rich Homie Quan    | USA             |
| 23 april 2015 (1v)     | Hey Mama                        | David Guetta, Afrojack, Nicki Minaj         | USA             |
| 30 april 2015 (1v)     | Él Perdon                       | Enrique Iglesias feat. Nicky Jam            | Spanien         |
| 7 maj 2015 (3v)        | Till Slut                       | Södrasidan feat. Sam-E                      | Sverige         |
| 28 maj 2015 (1v)       | Grande amore                    | Il Volo                                     | Italien         |
| 4 juni 2015 (1v)       | Like No One's Watching          | Molly Sandén                                | Sverige         |
| 11 juni 2015 (1v)      | Bloody Mary                     | Charlie Who                                 | Sverige         |
| 18 juni 2015 (1v)      | E de Fest                       | Anna Untz                                   | Sverige         |
| 25 juni 2015 (1v)      | Nya Sverige                     | Dani M                                      | Sverige         |
| 2 juli 2015 (1v)       | I Don't Like it, I Love it      | Flo Rida feat. Robin Thicke & Verdine White | USA             |
| 9 juli 2015 (1v)       | Shine                           | Years & Years                               | Storbritannien  |
| 17 juli 2015 (1v)      | Locked Away                     | Adam Levine feat. R.City                    | USA             |
| 24 juli 2015 (1v)      | Summertime's                    | The Mowgli's                                | USA             |
| 31 juli 2015 (1v)      | 679                             | Fetty Wap feat. Remy Boyz                   | USA             |
| 7 augusti 2015 (1v)    | Fight Song                      | Rachel Platten                              | USA             |
| 14 augusti 2015 (1v)   | Girl From Sweden                | Eric Saade                                  | Sverige         |
| 21 augusti 2015 (1v)   | High By the Beach               | Lana Del Rey                                | USA             |
| 28 augusti 2015 (1v)   | Hotline Bling                   | Drake                                       | USA             |
| 4 september 2015 (1v)  | All Eyes on You                 | Meek Mill feat. Chris Brown & Nicki Minaj   | USA             |
| 11 september 2015 (1v) | Snälla bli min                  | Robin Luković                               | Sverige         |
| 18 september 2015 (1v) | Policeman                       | Eva Simons & Konshens                       | Nederländerna   |
| 25 september 2015 (1v) | Let it go                       | James Bay                                   | Storbritannien  |
| 2 oktober 2015 (1v)    | Göteborg                        | Darin Zanyar                                | Sverige         |
| 9 oktober 2015 (1v)    | Satellites                      | Molly Sandén                                | Sverige         |
| 16 oktober 2015 (1v)   | Something In the Way You Move   | Ellie Goulding                              | Storbritannien  |
| 23 oktober 2015 (1v)   | Renegades                       | X Ambasadors                                | USA             |
| 30 oktober 2015 (1v)   | Easy                            | Seinabo Sey                                 | Sverige         |
| 6 november 2015 (1v)   | Raised In Rain                  | Lisa Nilsson                                | Sverige         |
| 13 november 2015 (1v)  | Satellit                        | Ison & Fille                                | Sverige         |
| 20 november 2015 (1v)  | Long Way Down                   | One Direction                               | Storbritannien  |
| 27 november 2015 (1v)  | The best you Can Is Good Enough | Martin Almgren                              | Sverige         |
| 4 december 2015 (1v)   | Vem är Du?                      | JNT feat. Karsten Torebjer                  | Sverige Danmark |
| 11 december 2015 (1v)  | Like I'm Gonna Lose You         | Meghan Trainor & John Legend                | USA             |
| 18 december 2015 (1v)  | Me, Myself & I                  | G-Eazy & Bebe Rexha                         | USA ( Albanien) |
| 28 december 2015 (1v)  | Himlen i min famn               | Sanna Nielsen, Shirley Clamp & Sonja Aldén  | Sverige         |

## 2016
| Datum                  | Låttitel                                | Artist/grupp                                        | Bakgrund                 |
| ---------------------- | --------------------------------------- | --------------------------------------------------- | ------------------------ |
| 4 januari 2016 (1v)    | All You Need Is Love                    | The Beatles                                         | Storbritannien           |
| 8 januari 2016 (1v)    | Dream Bigger                            | Axwell och Ingrosso                                 | Sverige                  |
| 15 januari 2016 (1v)   | Reaper                                  | Sia                                                 | Australien               |
| 22 januari 2016 (1v)   | Elektrisk                               | Marcus & Martinus feat. Katastrofe                  | Norge                    |
| 29 januari 2016 (1v)   | He Is                                   | Ghost                                               | Sverige                  |
| 5 februari 2016 (1v)   | Super 8                                 | Little Jinder                                       | Sverige                  |
| 12 februari 2016 (1v)  | Youth                                   | Troye Sivan                                         | Australien ( Sydafrika)  |
| 19 februari 2016 (1v)  | Something in the Way you Move           | Ellie Goulding                                      | Storbritannien           |
| 26 februari 2016 (1v)  | Don't Let me Down                       | The Chainsmokers feat. Daya                         | USA                      |
| 4 mars 2016 (1v)       | Killer Girl                             | Linda Bengtzing                                     | Sverige                  |
| 11 mars 2016 (1v)      | Faller                                  | Krista Siegfrids                                    | Finland                  |
| 18 mars 2016 (1v)      | Mitt guld                               | Pernilla Andersson                                  | Sverige                  |
| 25 mars 2016 (1v)      | Little Swing                            | Aronchupa                                           | Sverige                  |
| 1 april 2016 (1v)      | She                                     | Zayn                                                | Storbritannien           |
| 8 april 2016 (1v)      | Little Swing                            | Aronchupa                                           | Sverige                  |
| 15 april 2016 (1v)     | I Hate U, I Love U                      | Gnash feat. Olivia O'Brien                          | USA                      |
| 22 april 2016 (1v)     | Low Life                                | Future feat. The Weeknd                             | USA / Kanada             |
| 29 april 2016 (1v)     | Nothing Like This                       | Blonde & Craig David                                | Storbritannien           |
| 6 maj 2016 (1v)        | Don't Hurt Yourself                     | Beyoncé feat. Jack White                            | USA                      |
| 13 maj 2016 (1v)       | Verkligheten                            | Veronica Maggio                                     | Sverige                  |
| 20 maj 2016 (1v)       | Color of Your Life                      | Michał Szpak                                        | Polen                    |
| 27 maj 2016 (1v)       | Girls                                   | Marcus & Martinus feat. Madcon                      | Norge                    |
| 3 juni 2016 (1v)       | Jovial                                  | Freddy Kalas                                        | Norge                    |
| 10 juni 2016 (1v)      | Ride                                    | Twenty One Pilots                                   | USA                      |
| 17 juni 2016 (1v)      | Kill the Lights                         | Alex Newell, Jess Glynne, DJ Cassidy & Nile Rodgers | USA / Storbritannien     |
| 24 juni 2016 (1v)      | Om                                      | Panetoz                                             | Sverige                  |
| 1 juli 2016 (1v)       | Oh, vilken härlig da'                   | Ted Gärdestad                                       | Sverige                  |
| 8 juli 2016 (1v)       | Heartbeat                               | Marcus & Martinus                                   | Norge                    |
| 15 juli 2016 (2v)      | Don't Be So Shy (Filatov & Karas Remix) | Imany (remix av Filatov & Karas)                    | Frankrike / Ryssland     |
| 29 juli 2016 (1v)      | Tired of Talking                        | Léon                                                | Sverige                  |
| 5 augusti 2016 (1v)    | DonaldTrumpMakesMeWannaSmokeCrack       | Ledinsky                                            | Sverige                  |
| 12 augusti 2016 (1v)   | Never Be like You                       | Flume feat. Kai                                     | Australien / Kanada      |
| 19 augusti 2016 (2v)   | You Don't Own Me                        | Grace feat. G-Eazy                                  | Australien / USA         |
| 2 september 2016 (1v)  | Broccoli                                | DRAM feat. Lil Yachty                               | USA                      |
| 9 september 2016 (2v)  | Min Villa (Luigis Mansion 2016)         | BEK & Wallin, Moberg                                | Norge                    |
| 23 september 2016 (1v) | Om du visste vad du ville               | Kent                                                | Sverige                  |
| 30 september 2016 (1v) | The Mack                                | Nevada                                              | Sverige                  |
| 7 oktober 2016 (1v)    | Show You The Light                      | MARC feat. Efraim Leo                               | Sverige                  |
| 14 oktober 2016 (2v)   | Come First                              | Terror Jr                                           | USA                      |
| 28 oktober 2016 (1v)   | Rockabye                                | Clean Bandit feat. Sean Paul & Anne-Marie           | Storbritannien / Jamaica |
| 4 november 2016 (1v)   | Broken Promise Land                     | Freddie Wadling                                     | Sverige                  |
| 11 november 2016 (1v)  | Freak                                   | Little Jinder                                       | Sverige                  |
| 18 november 2016 (1v)  | On the Level                            | Leonard Cohen                                       | Kanada                   |
| 25 november 2016 (1v)  | Vägen hem                               | Stor feat. Seinabo Sey                              | Sverige                  |
| 2 december 2016 (1v)   | Not Alone (låt av Otto Knows)           | Otto Knows                                          | Sverige                  |
| 9 december 2016 (1v)   | Lighthouse - Andrelli Remix             | Hearts & Colors (remix av Andrelli)                 | Sverige                  |
| 16 december 2016 (1v)  | All Night                               | The Vamps & Matoma                                  | Storbritannien / Norge   |
| 23 december 2016 (1v)  | Christmas (Baby Please Come Home)       | Michael Bublé                                       | Kanada                   |
| 30 december 2016 (1v)  | Nu lagar vi julen                       | Edward Blom                                         | Sverige                  |

## 2017
| Datum                 | Låttitel                             | Artist/grupp                       | Bakgrund       |
| --------------------- | ------------------------------------ | ---------------------------------- | -------------- |
| 6 januari 2017 (1v)   | Bad Things                           | Machine Gun Kelly & Camila Cabello | USA / Kuba     |
| 13 januari 2017 (1v)  | All Time Low                         | Jon Bellion                        | USA            |
| 20 januari 2017 (1v)  | UB2                                  | Stiftelsen                         | Sverige        |
| 27 januari 2017 (1v)  | You Don't Know Me                    | Jax Jones feat. Raye               | Storbritannien |
| 3 februari 2017 (1v)  | Skin                                 | Rag'n'Bone Man                     | Storbritannien |
| 10 februari 2017 (1v) | Believer                             | Imagine Dragons                    | USA            |
| 17 februari 2017 (1v) | Touch                                | Little Mix                         | Storbritannien |
| 24 februari 2017 (1v) | Last Dance                           | Rhys                               | Sverige        |
| 3 mars 2017 (1v)      | Skin                                 | Rag'n'Bone Man                     | Storbritannien |
| 10 mars 2017 (1v)     | Bae                                  | Marcus & Martinus                  | Norge          |
| 17 mars 2017 (1v)     | Thumbs                               | Sabrina Carpenter                  | USA            |
| 24 mars 2017 (1v)     | Gyalchester                          | Drake                              | Kanada         |
| 31 mars 2017 (1v)     | For The Love                         | Hearts & Colors                    | Sverige        |
| 7 april 2017 (1v)     | iSpy                                 | Kyle feat. Lil Yachty              | USA            |
| 14 april 2017 (1v)    | Obsession                            | DJ Vice feat. Jon Bellion          | USA            |
| 21 april 2017 (1v)    | Fy faen                              | Hkeem & Temur                      | Norge          |
| 28 april 2017 (1v)    | Congratulations                      | Post Malone feat. Quavo            | USA            |
| 5 maj 2017 (1v)       | Obsession                            | DJ Vice feat. Jon Bellion          | USA            |
| 12 maj 2017 (1v)      | Congratulations                      | Post Malone feat. Quavo            | USA            |
| 19 maj 2017 (1v)      | Sunset Lover                         | Petit Biscuit                      | Frankrike      |
| 26 maj 2017 (2v)      | Tandtråd                             | Tjuvjakt                           | Sverige        |
| 9 juni 2017 (1v)      | Be Mine                              | Ofenbach                           | Frankrike      |
| 16 juni 2017 (1v)     | Can I Be Him (Acoustic Live Version) | James Arthur                       | Storbritannien |
| 23 juni 2017 (1v)     | Goliat                               | Laleh                              | Sverige        |
| 30 juni 2017 (1v)     | Be Mine                              | Ofenbach                           | Frankrike      |
| 7 juli 2017 (1v)      | Hum With Me                          | John de Sohn                       | Sverige        |